# Рісто-Матті Марін
Рісто-Матті Марин (фін. Risto-Matti Marin; 3 вересня 1976, Куопіо, Фінляндія) — фінський піаніст.

## Біографія
Народився 3 вересня 1976 року в Куопіо. Почав грати на фортепіано в чотири роки, навчався в своєму рідному місті, у 1996 році розділив перше місце на міському конкурсі піаністів, після чого на наступний рік вступив в Академію імені Сібеліуса, закінчивши курс у 2004 року; наставниками Марина були Ерік Тавастшерна та Теппо Койвісто. У 2010 році там же захистив докторську дисертацію на тему «Мистецтво транскрипції».

## Творчість
У 2003 року отримав третю премію на Міжнародному конкурсі піаністів імені Ференца Ліста в Веймарі (перша премія не присуджувалася).
Марін випустив три диски з фортепіанними транскрипціями, у тому числі чотири масштабних аранжування Августа Страдала з Ференца Ліста.